# Franz Hellmüller
Franz Hellmüller (* 16. März 1973 in Luzern) ist ein Schweizer Jazzmusiker (Gitarre, Komposition).

## Leben und Wirken
Hellmüller, der in Luzern aufwuchs, lernte in der Schule ursprünglich Blockflöte, um dann Unterricht auf der Gitarre zu erhalten. Er studierte an der American School of Modern Music in Paris; seine weitere Ausbildung bis zum Diplom (2003 mit Bestnote) absolvierte er an der Musikhochschule Luzern bei Christy Doran und Frank Möbus; 2002 war er als Stipendiant der International Association of Schools of Jazz in Helsinki, wo er bei Dave Liebman studierte.
Hellmüller spielte zunächst im Quintett von Jonas Knecht. Bald leitete er Hellmüller’s 4 (L’envol) und das Quartett H2S2 (Dance in Town, 2008) sowie ein Standard-Trio mit Bassist Luca Sisera und Drummer Tony Renold (Somewhere in May, 2007, Roots, 2014). Dann wirkte er im BHS Organ Trio mit dem Organisten Thomas Bauser und dem Drummer Michi Stulz; in dieser Formation entstand 2011 für Mons Records das Album Go. Im Trio mit Bassist Stefano Risso und Schlagzeuger Marcel Papaux legte er bei Unit Records die Alben Waiting for You und Norsten vor. Er arbeitete dann mit Patrick Sommer und Martin Perret im Hellmüller Trio, mit dem er die Alben magnolia (2017) und Putzu Idu (2021) veröffentlichte. Mit Sängerin Tatyana Balakirskaya und Bassist Jochen Baldes entstand das Album December. Mit Christy Doran gründete er das Duo Beady Beast, in dem beide auf der akustische Gitarre spielen (On the Go bei Between the Lines 2021). Außerhalb der Schweiz trat er in Mitteleuropa, Frankreich, Polen, Litauen, Finnland, Montenegro, Russland, Italien und Nordamerika auf. Er ist auch auf Alben mit dem Authentic Light Orchestra, Ayé, dem Baumann Large Ensemble, Clemens Kuratle Murmullo, galeone5, Kapelle Kessler, dem Martin Streule Jazz Orchestra, Nevertheless, Radar Suzuki und dem TOW Orchestra zu hören.

## Preise und Auszeichnungen
Hellmüller ist Preisträger des Axelle und Max Koch Anerkennungspreises und der Pfeifer Stiftung; 2014 war er für den Preis der Deutschen Schallplattenkritik und 2015 für den BMW Welt Jazz Award nominiert. 2016 erhielt er den  Werkpreis Kuratorium Aargau.